# Berekah
Berekah is een bestuurslaag in het regentschap Sukabumi van de provincie West-Java, Indonesië. Berekah telt 7289 inwoners (volkstelling 2010).